# 엘렉트라

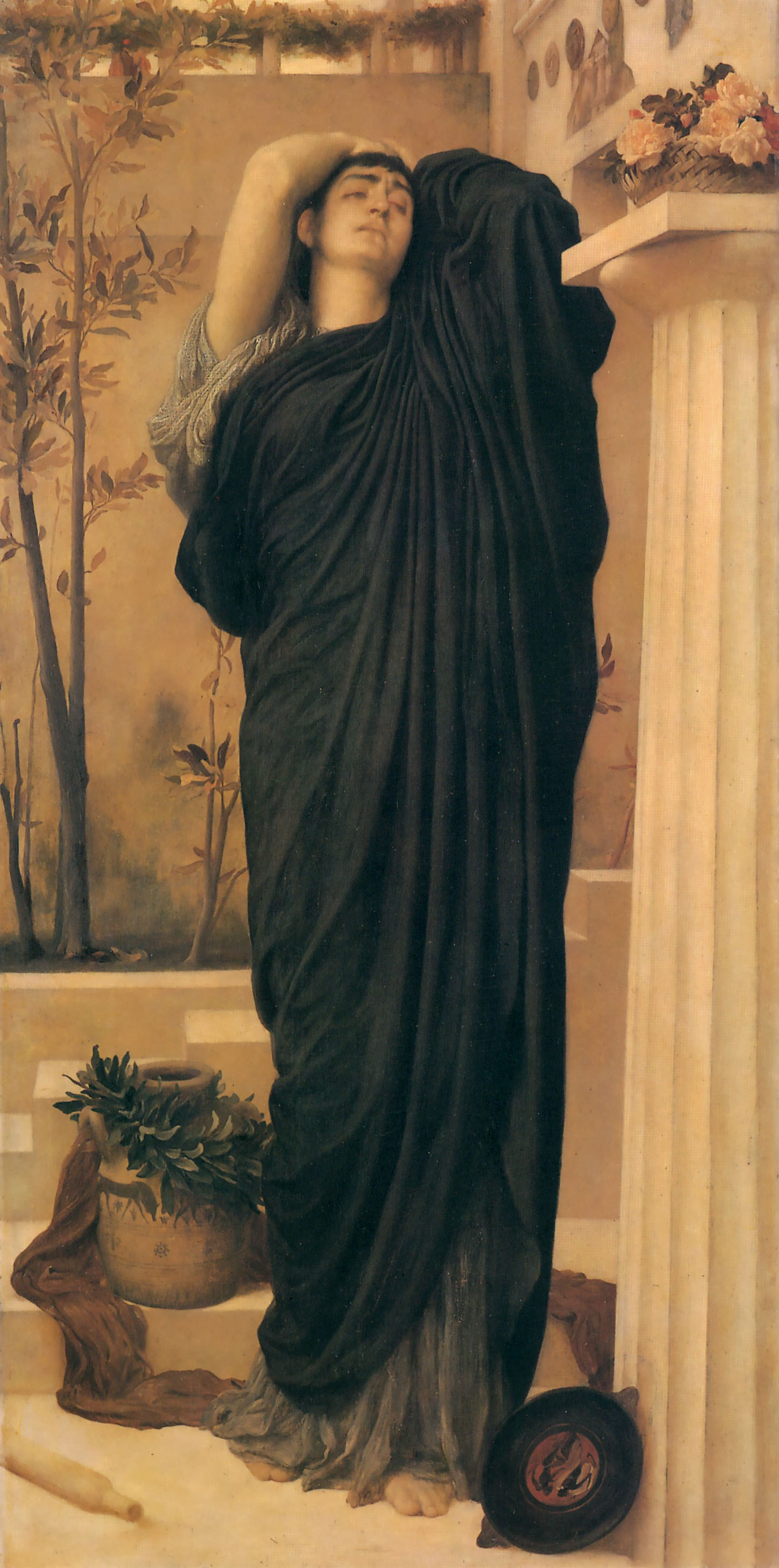
아가멤논 무덤 옆의 엘렉트라, 프레데릭 레이톤 그림

그리스 신화에 나오는 엘렉트라(그리스어: Ἠλέκτρα, Electra)는 아르고스의 공주이자 아가멤논 왕과 클리템네스트라 여왕의 딸이다. 엘렉트라에게는 이피게네이아(그리스어: Ἰφιγένεια)와 크리소테미스(그리스어: Χρυσόθεμις)라는 자매와 오레스테스(그리스어: Ὀρέστης)라는 남자형제가 있다.
비극 시인 소포클레스와 에우리피데스의 작품 엘렉트라의 주인공이다. 정신분석학적 용어 엘렉트라 콤플렉스는 그녀의 이름에서 유래되었다.

## 개요

### 아가멤논의 죽음
아가멤논 왕은 트로이 전쟁에서 미케네로 돌아오자 마자 클리템네스트라의 연인 아이기스토스에 의해 죽임을 당한다.(클리템네스트라 혼자 아가멤논 왕을 살해했다는 주장도 있다.) 아이기스토스와 클리템네스트라는 아가멤논의 전리품, 트로이의 예언자 카산드라도 살해한다. 아버지 아가멤논 왕이 살해 당할당시 엘렉트라는 아테네에 있었다.
핀다로스는 엘렉트라가 오레스테스의 목숨을 구하고, 오레스티스를 스트로피오스가 있는 파르나소스 산으로 데려왔다고 주장하고 있다. 오레스티스가 스무살이 되던해에, 오레스티스는 델포이 신탁소로부터 미케네로 돌아가 그의 아버지를 죽인자에게 복수하라는 명령을 받는다. 그리하여, 엘렉트라와 오레스티스는 아버지가 살해당한 후 8년 만에 미케네로 돌아간다.

### 클리템네스트라의 죽음
아이스킬로스에 따르면, 오레스테스는 그의 아버지 아가멤논의 무덤 앞에서 엘렉트라를 바라보며 복수를 다짐했다. 후에, 필라데스와 오레스티스는 클리타임네스트라와 아이기스토스를 살해한다. (엘렉트라도 같이 살해했다는 주장도 있다.)
클리템네스트라는 죽기전에 오레스티스를 저주하였고, 이때 복수의 여신이 오레스티스를 고문하기 위해 나타난다. 가족간의 범죄를 응징하는 신, 에리니에스(복수의 여신)는 오레스티스를 뒤쫓는다. 그러나 에리니에스는 엘렉트라를 뒤쫓진 않았다. 오레스티스는 델포이 신전으로 숨는다. 델포이 신전에 숨어있는 오레스티스를 발견한 한 여자 성직자는 오레스티스에게 피를 끼얹고 복수의 여신으로 하여금 그의 주변을 돌게했다. 그리고, 여자 성직자들은 오레스티스를 정화하기 위해 돼지 피로 목욕을 시킨다. 정화된 오레스티스는 아테나 신을 만나기위해 아테네로 떠난다.
마침내, 아테나 신은 오레스티스를 아테네의 아크로폴리스에서 12명의 아테네 재판관 앞에 세운다. 이에, 에리니에스는 산제물을 요구한다. 12명의 재판관의 표는 반반으로 나뉘었고, 아테나 신은 오레스티스에게 무죄의 한표를 던졌다.
에우리피데스는 《타우리케의 이피게네이아》에서 이 사건을 조금 다르게 서술하고 있다. 복수의 여신이 아르테미스를 위한 제물로 오레스티스와 필라데스를 이피게네이아가 있는 흑해의 타우로이로 데려갔다고 주장한다. 복수의 여신은 이피게네이아와 오레스티스 남매가 감동적인 재회를 하자 곧 노여움이 누그러졌고, 그들의 죄를 면해준다.

### 결혼
후에, 스트로피오스 왕의 아들 필라데스(방황하는 오레스티스를 도와 항상 그의 곁에 있었다.)와 엘렉트라는 사랑에 빠져 결혼하게 된다.

## 연극
- 오레스테이아, 아이스킬로스의 비극 3부작
- 엘렉트라, 소포클레스의 연극
- 엘렉트라, 에우리피데스의 연극
- 엘렉트라, 장 지로두의 연극
- 엘렉트라, 다닐로 키스의 연극